# Tjaarke Maas
Tjaarke Hendrika Maria Maas (Lopik, 26 de outubro de 1974 – Assis, 26 de junho de 2004) foi uma pintora holandesa, cuja arte foi descoberta pelo fim dos anos 90, sendo subsequentemente exibida nos Estados Unidos, Itália e Rússia.

## Biografia
Tjaarke Maas começou a pintar ainda criança, na Tasmânia, aonde sua família havia imigrado da Holanda. Aos 17 anos de idade, retornou a seu país de nascença para estudar na Academia Willem de Kooning, em Roterdão, e depois continuou seus estudos em Nova Iorque, onde foi introduzida à iconografia, sendo influenciada intensamente pela teologia das imagens, o cristianismo russo e a literatura russa. Aos 18 anos, casou-se e passou a trabalhar como modelo para ajudar à família financeiramente, fazendo viagens, por exemplo, ao Japão, de cuja arte também extraiu influências.[carece de fontes?]
Após 1996, viveu em Florença, onde foi aceita na Academia das Belas Artes, graduando-se em 2003 com um diploma cum laude e continuou a pintar e trabalhar em ícones extensivamente, combinando sua técnica com a teologia das imagens, em sua própria busca espiritual. Simultaneamente, escreveu poesia e prosa para crianças.
Aos 26 anos, foi diagnosticada com transtorno bipolar. Anos depois, encontrou abrigo nas florestas em torno do antigo eremitério de São Francisco de Assis para continuar seu trabalho iconográfico, até que faleceu caindo de um barranco no Monte Subásio, onde seu corpo foi encontrado em 8 de julho de 2004. Em uma pequena caverna onde Maas morava, foi encontrado um ícone inacabado da Transfiguração. Foi sepultada no Cemitério dos Louros, em Florença, sob um grande cipreste.